# Ministério dos Portos e Aeroportos
| Ministério de Portos e Aeroportos |                      |
| Esplanada dos Ministérios         |                      |
| Criação                           | 1 de janeiro de 2023 |
| Atual ministro                    | Sílvio Costa Filho   |

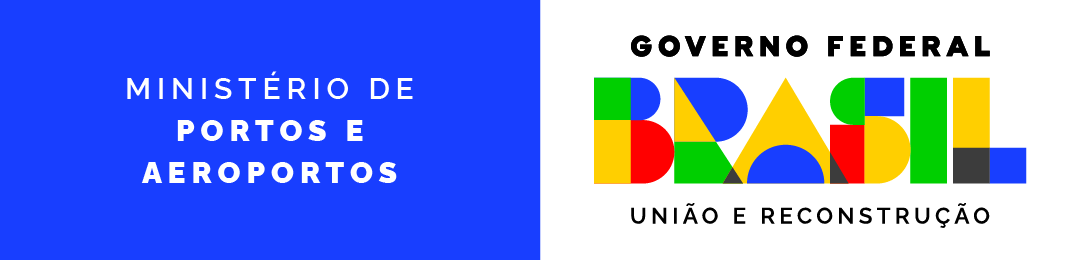
O Ministério de Portos e Aeroportos é o órgão do Governo Federal incumbido de coordenar organização e elaboração da política nacional de transportes aquaviário e aeroviário.

O Ministério de Portos e Aeroportos é um ministério criado pelo terceiro governo Lula. Seu titular é Sílvio Costa Filho.

## Passado como secretaria
A Secretaria Nacional de Portos e Transportes Aquaviários (SNPTA) foi um órgão governamental brasileiro vinculado ao Ministério da Infraestrutura e é responsável pela formulação de políticas e diretrizes para o fomento do setor dos portos marítimos, além da execução de medidas, programas e projetos de apoio ao desenvolvimento da infraestrutura portuária. É também responsável pela administração das Companhias Docas. Compete ainda à SEP/PR a participação no planejamento estratégico e a aprovação dos planos de outorgas, tudo isso visando assegurar segurança e eficiência ao transporte aquaviário de cargas e de passageiros no país.[carece de fontes?] A secretaria já foi subordinada ao Ministério dos Transportes, Portos e Aviação Civil.
Em 2010, cerca de 700 milhões de toneladas de mercadorias eram movimentadas por ano nos portos brasileiros, o que respondia por aproximadamente 90% do comércio exterior do país. A criação da Secretaria tenciona elevar os terminais portuários do país ao mesmo patamar de competitividade dos portos mais eficientes do mundo.[carece de fontes?]

## Histórico
A entidade anterior a gerir os portos brasileiros foi a Empresa de Portos do Brasil S.A. - PORTOBRÁS, criada pela Lei 6222 de 1975 e extinta pela Lei No 8.029, de 1990.
Em 2007 a Secretaria de Portos da Presidência da República – SEP/PR, foi criada pela Medida Provisória n° 369, que foi convertida na Lei 11.518 de 2007. 
Em 2010 a Lei nº 12.314 transforma a Secretaria Especial de Portos em Secretaria de Portos, ambas na da Presidência da República.
Em 2016 a Lei Nº 13.341 extingue a Secretaria de Portos da Presidência da República, repassando suas atribuições para o Ministério dos Transportes, que passa a se chamar Ministério dos Transportes, Portos e Aviação Civil.
A atual Estrutura Regimental da SEP e Quadro Demonstrativo dos Cargos em Comissão estão no Decreto nº 8.088, de 2 de setembro de 2013.. 
A SEP/PR tem como área de atuação a formulação de políticas e diretrizes para o desenvolvimento e o fomento do setor de portos e instalações portuárias marítimos, fluviais e lacustres e, especialmente, promover a execução e a avaliação de medidas, programas e projetos de apoio ao desenvolvimento da infraestrutura e da superestrutura dos portos e instalações portuárias marítimos, fluviais e lacustres.
Além disso, figuram também como competência da SEP elaborar planos gerais de outorgas, aprovar os planos de desenvolvimento e zoneamento dos portos marítimos, fluviais e lacustres; estabelecer diretrizes para a representação do País nos organismos internacionais e em convenções e fixar compromissos de metas e de desempenho empresarial, promover a modernização, a eficiência, a competitividade e a qualidade das atividades portuárias.
Recentemente, para fazer frente às necessidades ensejadas pela expansão da economia brasileira, foi editada a Lei nº 12.815, de 5 de junho de 2013,  contendo um conjunto de medidas para incentivar a modernização da infraestrutura e da gestão portuária, a expansão dos investimentos privados no setor, a redução de custos e o aumento da eficiência portuária, além da a retomada da capacidade de planejamento portuária, com a reorganização institucional do setor e a integração logística entre modais. 

## Estrutura
A secretaria tem a seguinte estrutura organizacional: 
- Órgãos de assistência direta:
  - Gabinete;
  - Secretaria-Executiva: 
    - 1.Assessoria de Informação e Articulação Institucional;
    - 2.Coordenação-Geral de Licitação e Contrato;
    - 3.Departamento de Gestão Corporativa;

  - Assessoria Jurídica;

- Órgãos específicos singulares:
  - Secretaria de Infraestrutura Portuária: 
    - 1.Departamento de Obras e Serviços de Acessos Aquaviários;
    - 2.Departamento de Obras e Serviços em Empresas Vinculadas;
    - 3.Departamento de Obras e Serviços em Portos Delegados;
    - 4.Departamento de Portos Fluviais e Lacustres.

  - Secretaria de Políticas Portuárias: 
    - 1.Departamento de Gestão e Logística Portuária;
    - 2.Departamento de Revitalização e Modernização Portuária;
    - 3.Departamento de Informações Portuárias;
    - 4.Departamento de Outorgas Portuárias.

- Unidade de pesquisa: Instituto Nacional de Pesquisas Hidroviárias (INPH);

- Órgão colegiado: Comissão Nacional das Autoridades nos Portos (CONAPORTOS).

## Programas e projetos
- Programa Nacional de Dragagem (PND) – conjunto de obras nos 20 principais portos brasileiros, visando aprofundar o canal desses locais para torná-los capazes de receber todos os tipos de embarcações nas frotas marítimas existentes atualmente. Com isso, haverá ampliação da capacidade e da competitividade dos portos brasileiros. O Programa conta com investimentos de R$ 1,5 bilhão vindos do Governo Federal, que disponibilizou R$ 2,7 bilhões para toda a infraestrutura portuária.[carece de fontes?]

- Melhoria da Infraestrutura Portuária Brasileira – conjunto de obras que visam a melhoria da infraestrutura existente nos portos de Vila do Conte (PA), Itaqui (MA), Areia Branca (RN), Maceió (AL), Vitória (ES), Santos (SP), São Francisco do Sul (SC) e Rio Grande (RS), com orçamento total previsto de R$ 1,7 bilhão.[carece de fontes?]

- Programa Porto Sem Papel (PSP) – construção de um sistema de controle automatizado, que integrará as informações de interesse de todos os órgãos federais que atuam, simultaneamente, nos portos do país. A medida irá contribuir para a desburocratização dos processos de importação e exportação.[carece de fontes?]

- Plano Nacional de Logística Portuária (PNLP) – criação de um plano diretor para os portos brasileiros, com o objetivo de fazer uma articulação entre o modal aquaviário, rodoviário, aeroviário e ferroviário. [carece de fontes?]

- Plano Geral de Outorgas – definirá as diretrizes que indicarão necessidades de novas estruturas portuárias no país. Por meio do Plano, o governo decidirá quais as regiões do país que demandam novos portos, e abrirá espaço para investimentos privados.[carece de fontes?]

- Portos Marítimos - Portos SEP – o sistema portuário brasileiro é composto por 37 portos públicos, entre marítimos e fluviais. Desse total, 18 são delegados, concedidos ou tem sua operação autorizada à administração por parte dos governos estaduais e municipais. Existem ainda 128 terminais de uso privativo.[carece de fontes?]

## Portos marítimos
Dos 34 portos públicos marítimos sob gestão da SEP, 16 encontram-se delegados, concedidos ou tem sua operação autorizada aos governos estaduais e municipais. Os outros 18 marítimos são administrados diretamente pelas Companhias Docas, sociedades de economia mista, que tem como acionista majoritário o Governo Federal e, portanto, estão diretamente vinculadas à SEP. Ao todo, são sete Companhias Docas:
- Autoridade Portuária de Santos (APS) que administra o porto de Santos
- Companhia Docas do Pará (CDP) que administra os portos de Belém, Santarém e Vila do Conde
- Companhia Docas do Ceará (CDC) que administra o porto de Fortaleza
- Companhia Docas do Rio Grande do Norte (Codern) que administra os portos de Natal e Maceió, além do Terminal Salineiro de Areia Branca
- Companhia das Docas do Estado da Bahia (Codeba) que administra os portos de Salvador, Ilhéus e Aratu
- PortosRio que administra os portos do Rio de Janeiro, Niterói, Angra dos Reis e Itaguaí

## Ministros
Esta é a lista de ministros:
| Nº      | Foto    | Nome                               | Órgão                              | Início                 | Fim                    | Presidente                |
| ------- | ------- | ---------------------------------- | ---------------------------------- | ---------------------- | ---------------------- | ------------------------- |
| 1       |         | Pedro Brito                        | Secretaria de Portos               | 15 de maio de 2007     | 31 de dezembro de 2010 | Luiz Inácio Lula da Silva |
| 2       |         | Leônidas Cristino                  | Secretaria de Portos               | 1 de janeiro de 2011   | 3 de outubro de 2013   | Dilma Rousseff            |
| 3       |         | Antonio Henrique Pinheiro Silveira | Secretaria de Portos               | 3 de outubro de 2013   | 26 de junho de 2014    | Dilma Rousseff            |
| 4       |         | César Borges                       | Secretaria de Portos               | 26 de junho de 2014    | 1 de janeiro de 2015   | Dilma Rousseff            |
| 5       |         | Edinho Araújo                      | Secretaria de Portos               | 1 de janeiro de 2015   | 2 de outubro de 2015   | Dilma Rousseff            |
| 6       |         | Helder Barbalho                    | Secretaria de Portos               | 2 de outubro de 2015   | 20 de abril de 2016    | Dilma Rousseff            |
| 7       |         | Maurício Muniz Barreto de Carvalho | Secretaria de Portos               | 22 de abril de 2016    | 12 de maio de 2016     | Dilma Rousseff            |
| Extinto | Extinto | Extinto                            | Extinto                            | 12 de maio de 2016     | 1 de janeiro de 2019   | Michel Temer              |
| Extinto | Extinto | Extinto                            | Extinto                            | 1 de janeiro de 2019   | 1 de janeiro de 2023   | Jair Bolsonaro            |
| 8       |         | Márcio França                      | Ministério dos Portos e Aeroportos | 1 de janeiro de 2023   | 13 de setembro de 2023 | Luiz Inácio Lula da Silva |
| 9       |         | Sílvio Costa Filho                 | Ministério dos Portos e Aeroportos | 13 de setembro de 2023 | —                      | Luiz Inácio Lula da Silva |